# Catamayo
Catamayo – miasto w południowym Ekwadorze, w prowincji Loja. Stolica kantonu Catamayo.

## Opis
Miasto zostało założone w 1546 roku. Przez miejscowość przebiega Droga Panamerykańska E35, drogi krajowe E50 i E69. W Catamayo znajduje się krajowy port lotniczy.